# 1968 Mehltretter
1968 Mehltretter је астероид главног астероидног појаса са средњом удаљеношћу од Сунца која износи 2,738 астрономских јединица (АЈ).
Апсолутна магнитуда астероида је 12,1.